# Agrimonia gryposepala
Agrimonia gryposepala là loài thực vật có hoa trong họ Hoa hồng. Loài này được Wallr. mô tả khoa học đầu tiên năm 1842.

## Hình ảnh

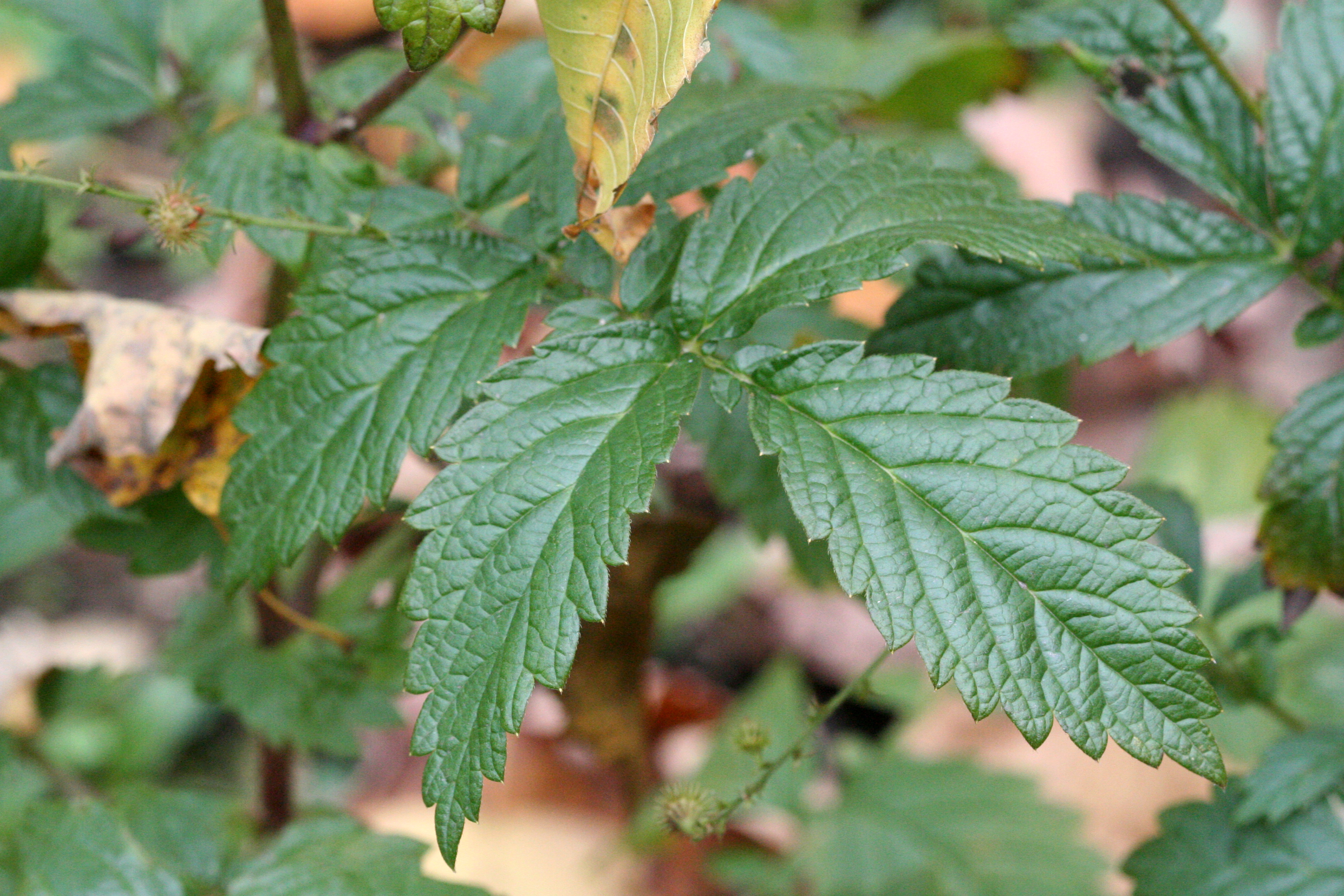
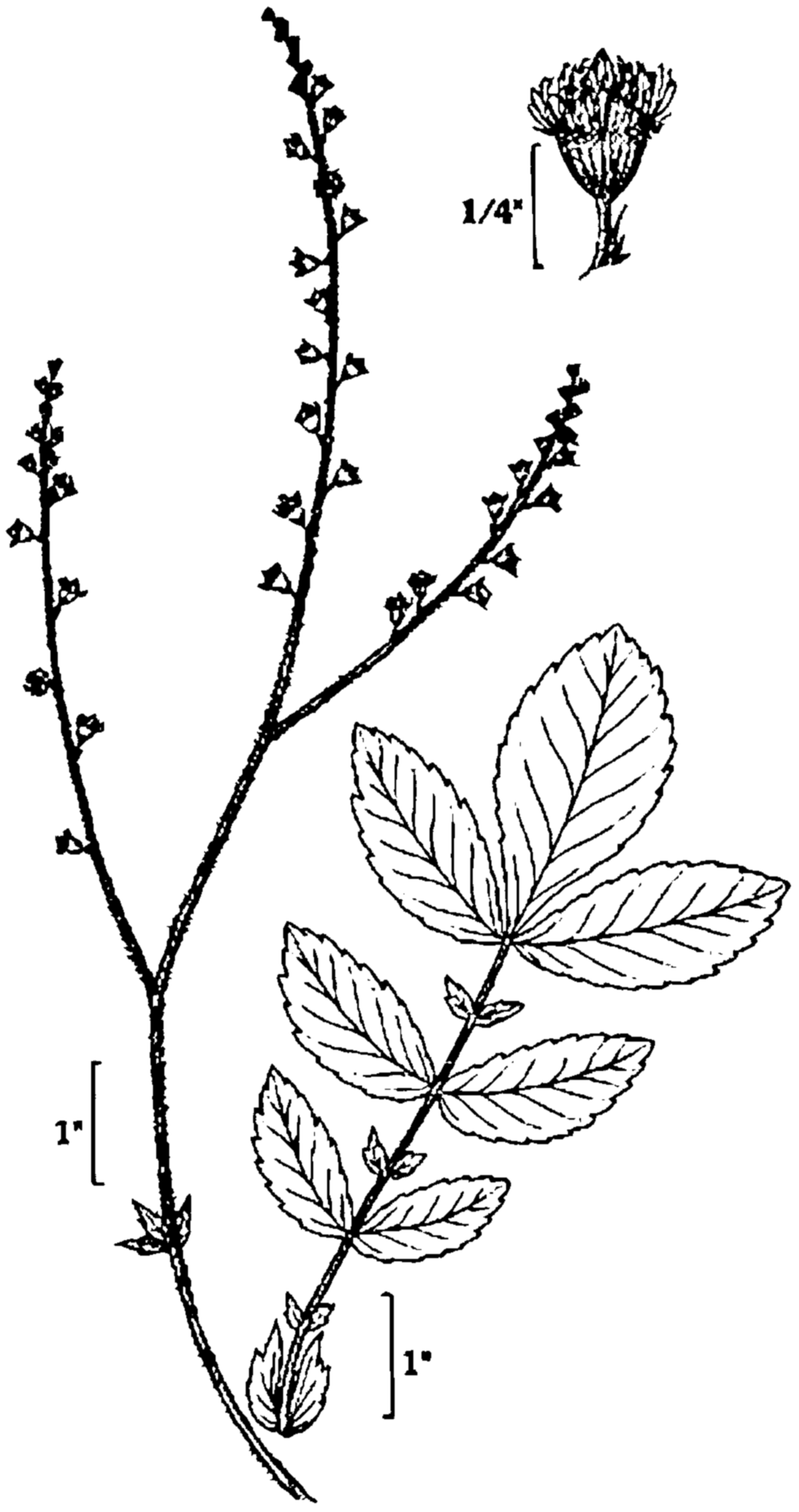
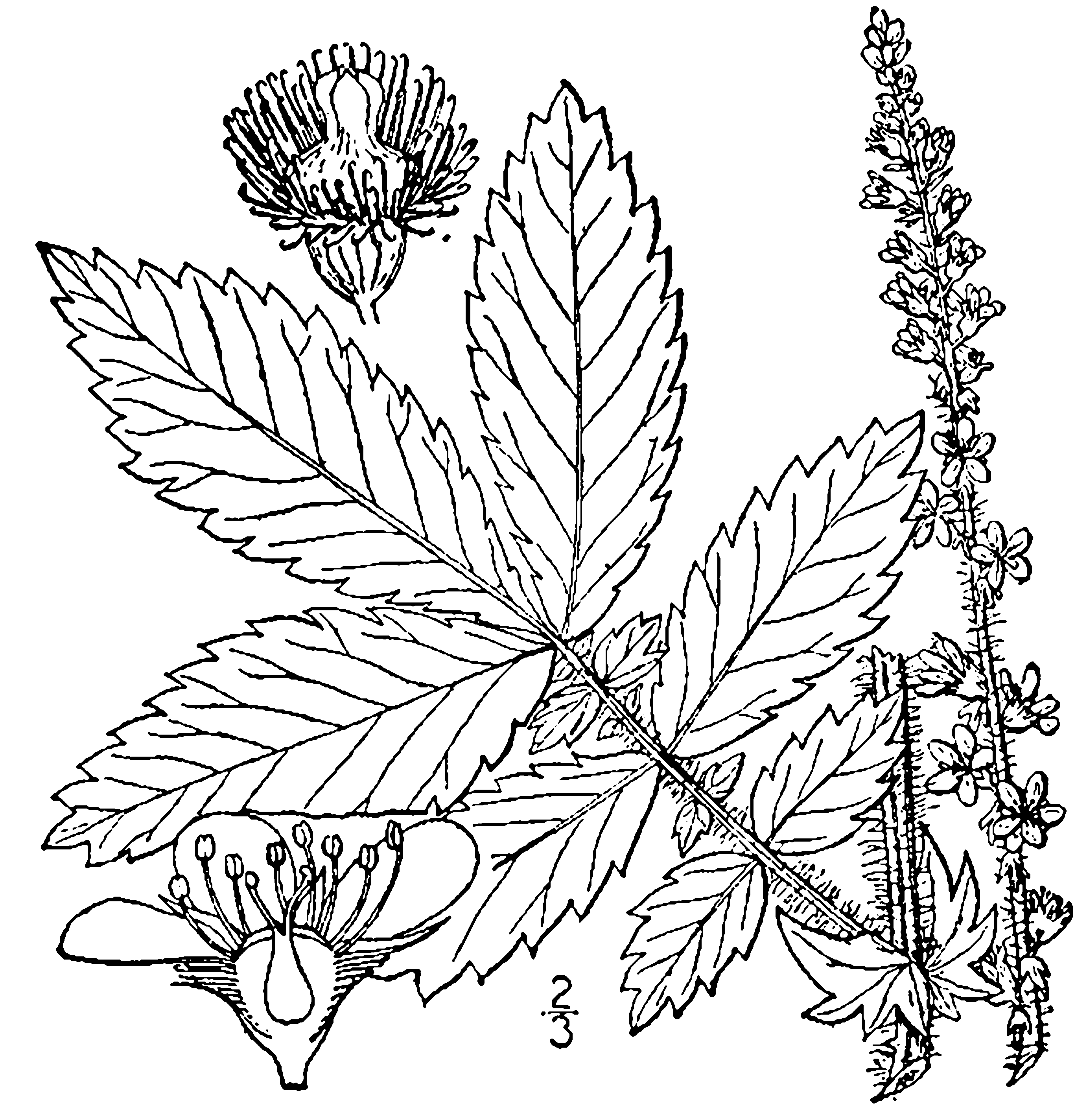